# Wang (cesarzowa)
Wang (chiń. 王皇后; zm. 16 p.n.e.) – znana również jako cesarzowa Xiaoxuan (孝宣皇后) i cesarzowa wdowa Qiongcheng (邛成太后). Trzecia i ostatnia żona cesarza Xuana.

## Pochodzenie i małżeństwo
Ojciec przyszłej cesarzowej Wang, Wang Fengguang był dziedzicznym markizem zaprzyjaźnionym z Liu Bingyi – przyszłym cesarzem Chin. Miał on zaproponować księciu swoją córkę, która była już narzeczoną innego księcia z dynastii panującej. Po objęciu tronu cesarz Xuan uczynił Wang jedną ze swoich licznych konkubin, chociaż nie należała do grona jego ulubienic.
Kiedy 71 roku p.n.e. na zlecenie pani Xian, żony regenta Huo Guanga otruta została pierwsza żona cesarza, cesarzowa Xu Pingjun, która chciała by jej córka Huo Chengjun została cesarzową – co zresztą się stało po śmierci Xu. Osiągnąwszy tę pozycję na rozkaz matki zaczęła nieskutecznie podtruwać swojego pasierba, następcę tronu księcia Liu Shi.
Po upadku klanu Huo i odsunięciu cesarzowej w 66 roku p.n.e. cesarz Xuan rozważał, którą ze swoich konkubin ma uczynić następczynią Huo Chengjun. W tym czasie jego ulubienicami były konkubiny Hua, Zhang i Wei, z których każda urodziła mu przynajmniej jedno dziecko. Kiedy miał już mianować konkubinę Zhang kolejną cesarzową, przypominał sobie jak jego poprzednia żona próbowała zabić następcę tronu. Dlatego rozwiązaniem było znalezienie bezdzietnej i dobrej konkubiny. Wybór padł na konkubinę Wang, którą uczynił cesarzową w 64 roku p.n.e., a jej ojca mianował markizem Qiongcheng. Cesarz poprosił ją o opiekę nad następcą tronu, którego Wang na długo przed swoim wyniesieniem darzyła matczynym uczuciem. Wiadomo jednak, że małżonkowie nie utrzymywali ze sobą kontaktów seksualnych – cesarz darzył żonę szacunkiem i często wysyłał jej klejnoty i bele cennych materiałów, ale bardzo rzadko się z nią widywał.

## Cesarzowa, cesarzowa wdowa i wielka cesarzowa wdowa
Cesarzowa Wang odegrała znaczącą rolę w poszukiwaniu żon dla następcy tronu – konkubina Sima zmarła z powodu infekcji w czasie ciąży i naglącą sprawą stało się znalezienie księciu żony. Po śmierci ukochanej Liu Shi pogrążył się w żalu i depresji, zaczęła też trawić go dziwna choroba objawiająca się nawrotami gorączki i utratami przytomności. Cesarz Xuan był zaniepokojony stanem syna i nakazał żonie wybrać najpiękniejszą ze swoich młodych dam do towarzystwa i wysłać ją do następcy tronu. Cesarzowa wybrała Wang Zhengjun – młodą dziewczynę z dobrej ale nie szlacheckiej rodziny, która wkrótce urodziła syna - Liu Ao (późniejszego cesarza Cheng)oraz została jego żoną i cesarzową.
Niewiele wiadomo na temat wpływu cesarzowej na politykę i rządy państwem. Kiedy po śmierci cesarza Xuana w 49 roku p.n.e. jego następcą został Liu Shi, znany od tej pory jako cesarz Yuan Wang otrzymała tytuł cesarzowej wdowy. Przeżyła swojego pasierba, który zmarł w 33 roku p.n.e. wtedy też zaczęto ją nazywać wielką cesarzową wdową. Była obecna gdy książę Liu Ao wstąpił na tron jako cesarz Cheng. W późniejszych latach była znana jako cesarzowa wdowa Qiongcheng (nawiązanie do tytułu jej ojca) co miało ją odróżnić od jej synowej, cesarzowej wdowy Wang Zhengjun. Nigdy nie posiadała wpływy na rządy państwem, ale w latach panowania pasierba i wnuka była otaczana szacunkiem i miłością przez cesarzy, ich małżonki i dzieci. Zmarła prawdopodobnie na nowotwór w 16 roku p.n.e. i została pochowana z mężem cesarzem Xuanem.